# 最高拉達大樓
最高拉達大樓（羅馬化：Budynok Verkhovnoi Rady）是位於烏克蘭首都基輔市中心佩切尔斯克区憲法廣場的一座建築，位於瑪麗亞宮旁。該建築是烏克蘭最高拉達的辦公地點，修建於1936年至1938年，設計者是沃洛迪米尔·扎博洛特内，外觀為新古典主義风格。